# Lusius ferrugineus
Lusius ferrugineus là một loài tò vò trong họ Ichneumonidae.